# Леснухин, Сергей Сергеевич
Серге́й Серге́евич Лесну́хин (род. 9 февраля 1987 года, Липецк, СССР) — российский хоккеист, нападающий. Воспитанник липецкого хоккея.

## Карьера
С. С. Леснухин начал играть в хоккей в детской команде ХК «Липецк».
Выступал в нескольких лигах России.
В первой лиге в командах Ярославля и Пензы провёл 118 игр, набрав 23+37 очков по системе гол+пас.
В высшей лиге выступал за «Дизель», «Кристалл» и «Южный Урал». В 204 играх забил 35 шайб и сделал 40 голевых передач.
В Суперлиге провёл единственную игру в составе «Локомотива» (Ярославль).
С 2010 года выступал в КХЛ в составе подольского Витязя. Проведя на льду 123 игры забил 13 шайб и сделал 18 голевых передач.
Конец сезона 2012/13 провёл в Краснодаре, выступая за клуб ВХЛ «Кубань».
В сезоне 2013/14 заявлен за владивостокский «Адмирал», дебютирующий в КХЛ.
1. ↑  Elite Prospects (англ.) — 1999.